# Зоран Живковић (глумац)
Зоран Живковић Жућа (Ћуприја, 1964) српски je позоришни глумац.

## Биографија
Зоран Живковић је рођен 17.09.1964. у Ћуприји. Основну школу завршио у свом селу Крушар, а затим Усмерено образовање у Гимназији у Ћуприји. Дипломирао је 1986. године на Педагошкој академији у Јагодини. 2001. године уписао је дошколовавање на Факултету педагошких наука у Јагодини. 2013. одбранио је свој завршни рад из предмета Књижевност за децу на тему „Мали принц“ и добио оцену десет. Тиме је стекао звање професора разредне наставе.

### Глумачка каријера
1987. године, дошао је у Пирот и постао члан глумачког ансамбла Народног позоришта. У овом позоришту одиграо више од сто улога, од којих издваја следеће:
- Жан „Мр Долар“, Бранислав Нушић
- Либен „Жорж Данден“, Молијер
- Ђорђе „Успаванка“, Марина Бијелић
- Слуга Драго „Преноћиште“, Слободан Стојановић
- Ацко брзо коњче „Пирот беше варош“,  Миодраг Симоновић
- Естрагон „Чекајући Годоа“, Семјуел Бекет
- Хигинс „Непријатељ Народа“, Хенрик Ибзен (новинарска награда на 35. Сусретима „Јоаким Вујић“)
- Креонт „Антигона“, Софокле
- Хенри Хигинс „Пигмалион“, Џорџ Бернард Шо
- Јеврем Прокић „Народни посланик", Бранислав Нушић (награда за глумца вечери на 24. Нушићевим данима у Смедереву 2007)
- Кир Јања „Кир Јања“, Јован Стерија Поповић
- Будимир Животић „Херој нације“, Иван Лалић
- Фрост „Рађање једног записника“, Борислав Пекић и многе друге.

Играо је и у две монодраме: „Прича о побратиму“, Баје Џаковића (42 извођења) и „Пироћанац“, Драгољуба Марковића (28 извођења). Године 1998. на Турниру духовитости у Параћину од стручног жирија награђен је дипломом Доктора смеха, а од публике проглашен најбољим глумцем турнира. Носилац Плакете за допринос развоју позоришне уметности коју је доделило Народно позориште Пирот 2004. године поводом обележавања шездесетогодишњице постојања. Имао је ангажмане и у домаћим филмовима „Зона Замфирова“ и „Ивкова слава“, и у серији „Село гори а баба се чешља“. Одиграо је и више од 30 улога у представама за децу и омладину. Неколико година водио је програм на манифестацији Вече Пироћанаца у Нишу. Године 1999, за време бомбардовања, водио је све програме на пиротским трговима против бомбардовања.
Режирао више представа за децу и неколико представa за одрасле kao и једну радиодраму „Цареви из Шемшине мале“. Представа „Стјуардесе“, чија је премијера изведена на дан потписивања обуставе бомбардовања Србије, одиграна 29 пута и била хит представа. Режирао је прву Свечану академију за Дан града Пирота 1997. Написао је сценарио за обележавање 65 година постојања Народног позоришта Пирот и режирао програм. Режирао свечану академију 200 година постојања школе „Вук Караџић“ и неколико свечаних академија за школу „Свети Сава“.
С обзиром на то да је члан Удружења драмских уметника Србије, искористио је своје искуство и основао удружење Тантијема у Пироту. Захваљујући томе, у Пироту је остварио многе пројекте који доприносе васпитању и образовању деце. У сарадњи са Колом српских сестара и удружењем грађана Сунце, организовао је хуманитарне представе за децу са посебним потребама у оквиру пројеката који подразумевају инклузивно образовање. Од 1996. je стручни сарадник за драмску и поетску секцију у Дому ученика Млекарске школе. У оквиру Божићне школе спортова, од 2013. организује школу глуме за децу свих узраста.

### Приватан живот
Ожењен је Маријаном Живковић и има двоје деце, Милицу и Милорада. Живи и ради у Пироту.